# La Bastida de Clarmont
La Bastida de Clarmont (francès Labastide-Clermont) és un municipi occità de Savès, al Llenguadoc, situat a la regió d'Occitània, departament de l'Alta Garona.